# Коктейль

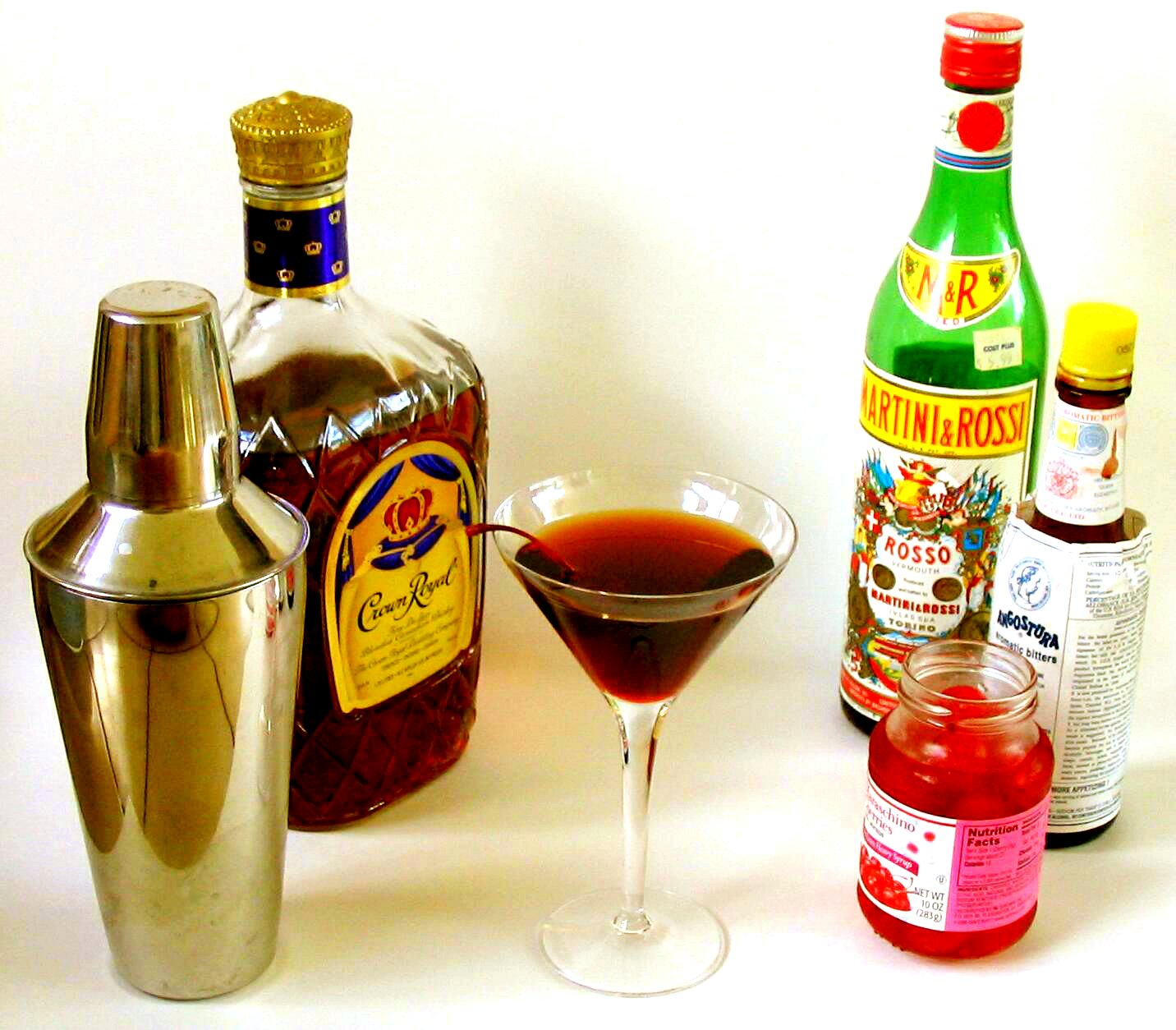
Шейкер и компоненты для приготовления алкогольного коктейля «Манхэттен»

Кокте́йль (англ. cocktail) — напиток, получаемый смешиванием нескольких компонентов.
Коктейли бывают алкогольные (в качестве одного или нескольких ингредиентов содержащие алкогольные напитки) и безалкогольные.
Чаще всего коктейли представляют собой комбинацию алкогольных напитков, либо чистых, либо с добавлением других ингредиентов, таких как фруктовый сок, сливки, ароматизированный сироп.
Вечеринки, на которых распивают коктейли, также называют коктейлями.
В современном мире и в век информации рецепты коктейлей широко распространены в Интернете на веб-сайтах. Коктейльные бары и рестораны, в которых их подают, часто освещаются и рецензируются в журналах и путеводителях. Некоторые коктейли, такие как Мохито, Манхэттен и Мартини, стали как основными напитками в большинстве меню ресторанов, так и явлением поп-культуры.

## Этимология
Происхождение слова коктейль оспаривается. Первое зарегистрированное использование коктейля, не относящееся к лошади, можно найти в «The Morning Post and Gazetteer» в Лондоне, Англия, 20 марта 1798 года:
Мистер Питт,
две маленькие версии «L’huile de Venus»
То же самое, один из «идеальной любви»
То же, «коктейль» (в народе его называют имбирем).

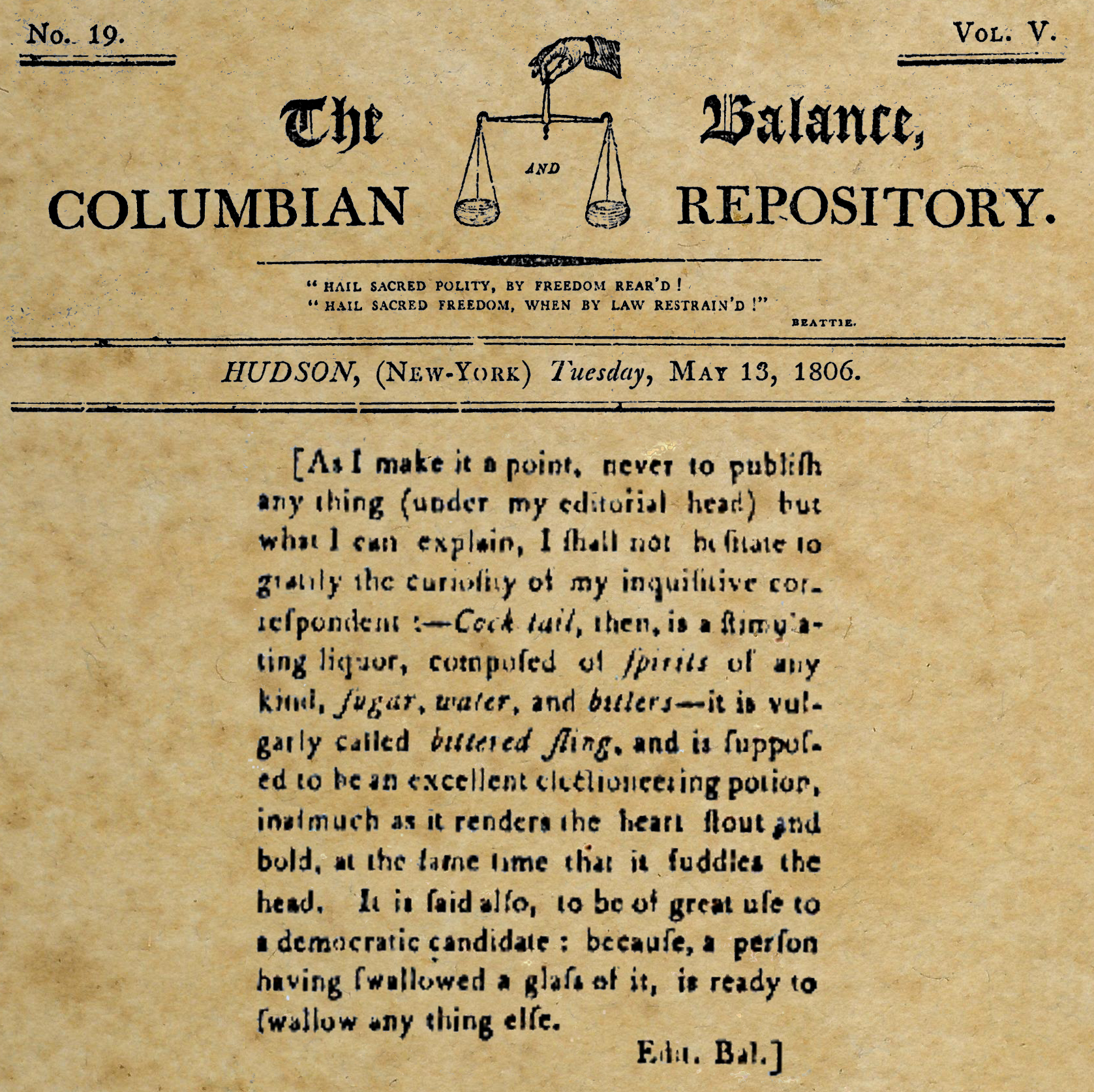
The first definition of a Cocktail by Harry Croswell

Этимология слова неоднозначна, существует более десятка версий возможного происхождения. Широко распространены несколько историй, трактующих происхождение слова в духе народной этимологии.
Оксфордский словарь английского языка относит происхождение слова cocktail, в значении «смешанный напиток» к США и отмечает первое упоминание слова в этом значении в 1803 году в «The Farmer’s Cabinet», однако возможно и неамериканское происхождение этого слова.
Дейл ДеГрофф предполагает, что это слово произошло от фр. coquetier — подставка для яйца, которую, якобы, Антуан А. Пейшо, создатель Peychaud’s Bitters, использовал для своих смешиваний коньяка с каплей своего биттера, и имеет связь с изобретённым около 1800 года в Новом Орлеане коктейлем Сазерак.
Другая версия — происхождение от фр. coquetel, смешанного напитка издавна популярного в окрестностях Бордо и предположительно завезённого в Америку французскими офицерами во времена революции. Рассматривается также происхождение от англ. cock tail — «петушиный хвост», англ. cock ale — «петушиный эль», известный с XVII века напиток на основе эля и петушиного бульона; англ. Cock tailings — «остатки разных напитков, смешанные вместе».
Среди версий, предлагаемых для объяснения вариантов cock tail и cock ale — приготовление первых коктейлей при помощи петушиного пера, связь коктейля с петушиными боями (либо как название напитка, которым поили петухов, либо в связи с якобы имевшимся обычаем пить в честь петуха, сохранившего наибольшее число перьев в хвосте), и другие.

Первое определение коктейля, которое, как известно, является алкогольным напитком, появилось в The Balance and Columbian Repository (Гудзон, Нью-Йорк) 13 мая 1806 года; редактор Гарри Кросвелл ответил на вопрос «Что такое коктейль?»:
Коктейль — возбуждающий ликер, состоящий из спиртных напитков любого вида, сахара, воды и битеров — их ещё вульгарно называют битер-слингами и считается, что он является превосходным зельем для предвыборной агитации, поскольку делает сердце крепким и смелым, при этом голову не морочит. Говорят, что он очень полезен и для кандидата от демократов: ведь человек, проглотив стакан, готов проглотить что угодно ещё
Дейл ДеГрофф предполагает, что это слово произошло от французского coquetier, обозначающего «чашу для яиц», в которой Антуан А. Пейшо, создатель Peychaud’s Bitters, якобы использовал для своих гостей смесь коньяка с каплей своего биттера.

Этимолог Анатолий Либерман поддерживает как «весьма вероятную» теорию, выдвинутую Лофтманом (1946), которую Либерман резюмирует следующим образом:
Было принято купировать хвосты не породистым лошадям […] Их называли коктейльными лошадями, позже просто коктейлями. В более широком смысле слово « коктейль» применялось к вульгарному, невоспитанному человеку, возвышающемуся над своим положением, занимающему положение джентльмена, но лишенному джентльменского воспитания. […] Важно [в приведенной выше цитате 1806 года] […] упоминание воды, как ингредиента. […] Лофтман пришел к выводу, что коктейль был «приемлемым алкогольным напитком, но разбавленным, а не „чистокровным“, вещью, „поднятой над своим положением“». Отсюда весьма уместное сленговое слово, использованное ранее в отношении неполноценных лошадей и притворных джентльменов.
Историк коктейлей Дэвид Уондрич также предполагает, что коктейль — это отсылка к имбирю, практике оживления старой лошади с помощью имбирной свечи, чтобы животное «подняло хвост и было резво».

## Алкогольные коктейли

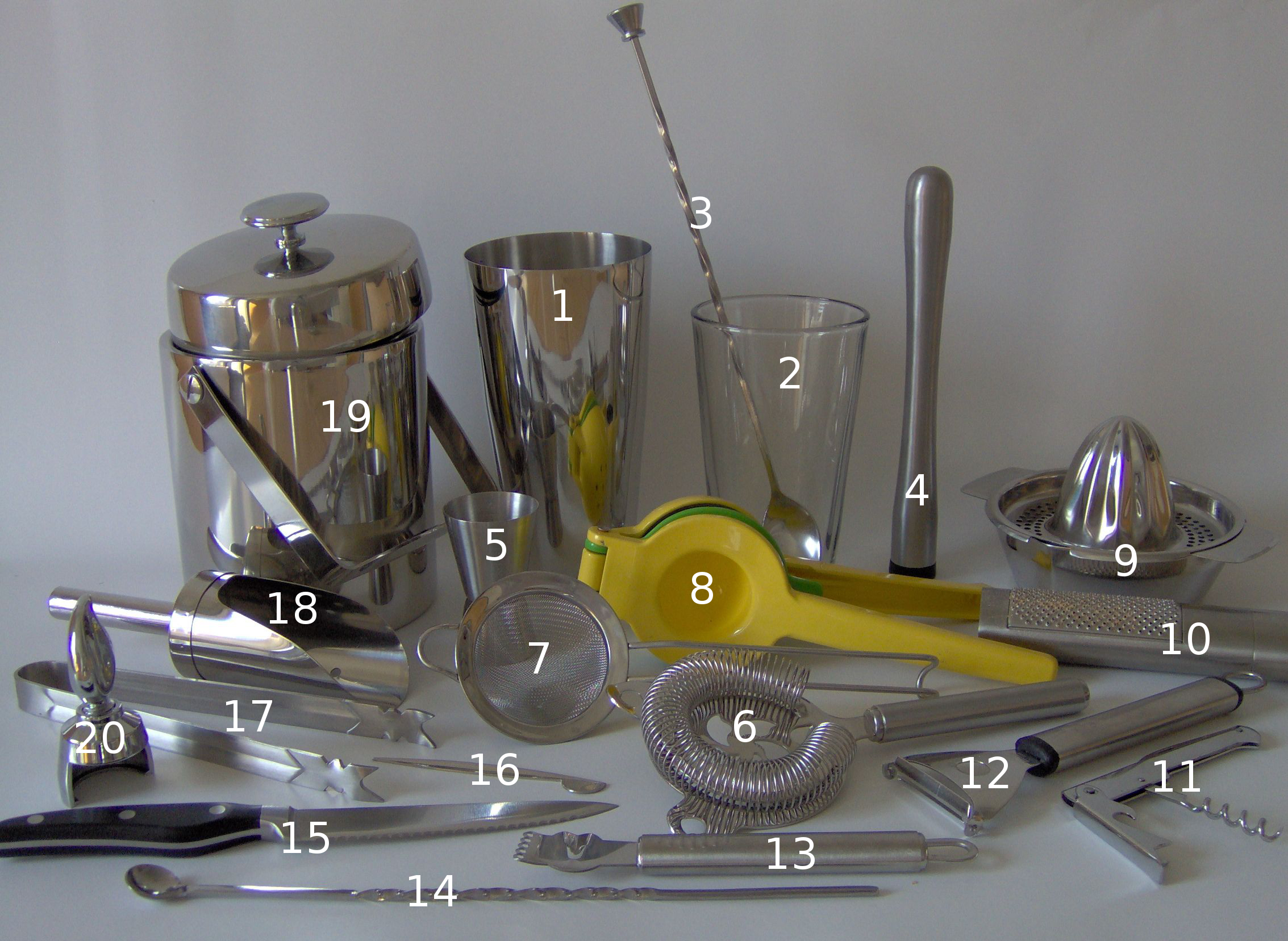
Барменский набор для приготовления коктейлей: (1, 2) бостонский шейкер, (6) стрейнер, (7) файн-стрейнер, ситечко, (5) джиггер, (4) мадлер, (8) ручной пресс-сквизер для цитрусовых, (3) барная ложка с кнопкой, (14) малая барная ложка и др. барный инвентарь

Алкогольный коктейль — коктейль, в состав которого входит один или несколько видов алкогольных напитков. Как правило, алкогольные коктейли изготавливаются в баре профессиональным барменом.

### История
Одно из первых письменных упоминаний о коктейле, как о напитке, появилось в статье журнала «The Farmers Cabinet» 1803 года в США. Первое упоминание коктейля, как алкогольного напитка, зафиксировано в 1806 году в «The Balance and Columbian Repository» (Гудзон, Нью-Йорк).
Традиционно ингредиенты для коктейлей включали спирт, сахар, воду и биттеры, однако это определение эволюционировало на протяжении 1800-х годов и теперь включает добавление ликера.
Первая публикация справочника барменов, в который вошли рецепты коктейлей, была опубликована в 1862 году — «Как смешивать напитки»; или «Спутник Бон Вивана» «профессора» Джерри Томаса. В дополнение к рецептам считающимися в наши дни коктейлями пуншей, сауэров, хайболлов, слингов, пуншей, флипов и множества других смешанных напитков было 10 рецептов «коктейлей» с использованием биттеров. Ключевым ингредиентом, отличающим коктейли от других напитков в этом сборнике, было использование биттеров. Популярные сегодня смешанные напитки, которые соответствуют этому первоначальному значению слова «коктейль», включают коктейль из виски Old Fashioned, коктейль Sazerac и коктейль Manhattan.

В книге рецептов 1869 года Уильяма Террингтона «Cooling Cups and Dainty Drinks» коктейли описываются как:
«Коктейли — это соединения, очень часто используемые „ранними пташками“ для укрепления внутреннего человека, а также теми, кто любит их горячие и крепкие утешения».
Коктейли продолжали развиваться и набирать популярность на протяжении 1900-х годов, а в 1917 году миссис Джулиус С. Уолш-младший из Сент-Луиса, штат Миссури, ввела термин «коктейльная вечеринка».
Во время сухого закона в Соединённых Штатах (1920—1933), когда алкогольные напитки были незаконными, коктейли по-прежнему незаконно употреблялись в заведениях, известных, как спикизи. Качество алкоголя, доступного во время Сухого закона, было намного хуже, чем раньше. Произошёл переход от виски к джину, который не требует выдержки и поэтому его легче производить нелегально. Мёд, фруктовые соки и другие ароматизаторы служили для маскировки неприятного вкуса некачественных напитков. Сладкие коктейли было легче пить быстро, что было важным, когда заведение могло быть ограблено в любой момент. Поскольку вино и пиво стали менее доступными, их место заняли коктейли на основе спиртных напитков, которые даже стали центральным элементом новой коктейльной вечеринки.
Коктейли стали менее популярными в конце 1960-х и на протяжении 1970-х годов, пока в 1980-х годах они не возродились, когда водка часто заменяла оригинальный джин в таких напитках, как Мартини. Традиционные коктейли начали возвращаться в 2000-х, а к середине 2000-х произошло возрождение коктейльной культуры в стиле, обычно называемом миксологией, который черпает вдохновение из традиционных коктейлей, но использует новые ингредиенты и часто сложные вкусы.

### Разновидности
Среди алкогольных коктейлей выделяют три большие группы, хотя такое подразделение не является исчерпывающим, и многие коктейли могут не причисляться ни к одной из этих групп.
- Аперитивы (фр. apéritif, от лат. aperīre «открывать») — как правило, более крепкие коктейли, которые традиционно пьют перед едой для повышения аппетита.
- Дижестивы (от лат. digestivus — «средство, способствующее пищеварению») — коктейли, которые пьют во время или после еды, как правило, сладкие или кислые.
- Лонг-дринк (англ. long drink — «длинный глоток») — освежающие коктейли, подаваемые большими порциями, как правило, со льдом.

Существует множество видов как традиционных (пунш и флип ведут свою историю с XVII века), так и недавно получивших популярность или выделенных в отдельную группу коктейлей: пунш, флип, хайболл, кобблер, коллинз, джулеп, коктейли сауэр, слоистые коктейли, эгг-ног и другие.
Со временем состав разных видов коктейлей может меняться, так эгг-ног отличался от флипа добавлением сливок, но в последние десятилетия сливки вошли и в рецептуру коктейлей, относимых к флипам.
Помимо конкретных видов, коктейли могут классифицироваться по основному алкогольному напитку (коктейли на основе водки, джина, виски, бренди, текилы, рома, ликёров, вина, игристого вина, а также пива).
Запасы муската держат в мешочке, а гвоздику в другом, а в третьем мешочке душистые разные травы. И всё то с мёдом в печи заварив, в оловянные чаши разлить, а не то так в бочонки, в вино подогретое, добавив вишнёвого морсу и малинового — в две оловянные чаши, а в иной — готовой патоки. Так в одночасье выйдет — шесть медов для гостей да вина два, да вишнёвого морсу, и в чашах смесив и подаст, да ещё два пива. И кто этак с припасом живёт, всегда у хозяйки сметливой в запасе всё, никогда перед гостем не стыдно, а придётся устраивать пир — прикупать и нужно немного, глядишь: дал Бог — всего и дома в избытке.Домострой, XVI век

### Состав
Алкогольные коктейли делают большей частью на основе крепких видов алкогольных напитков (джина, виски или рома), в последнее время набирают популярность коктейли на базе водки и текилы. Распространены и коктейли на основе вина — шприцер (белое или красное вино с содовой) или Aperol Spritz (просекко, апероль и содовая).

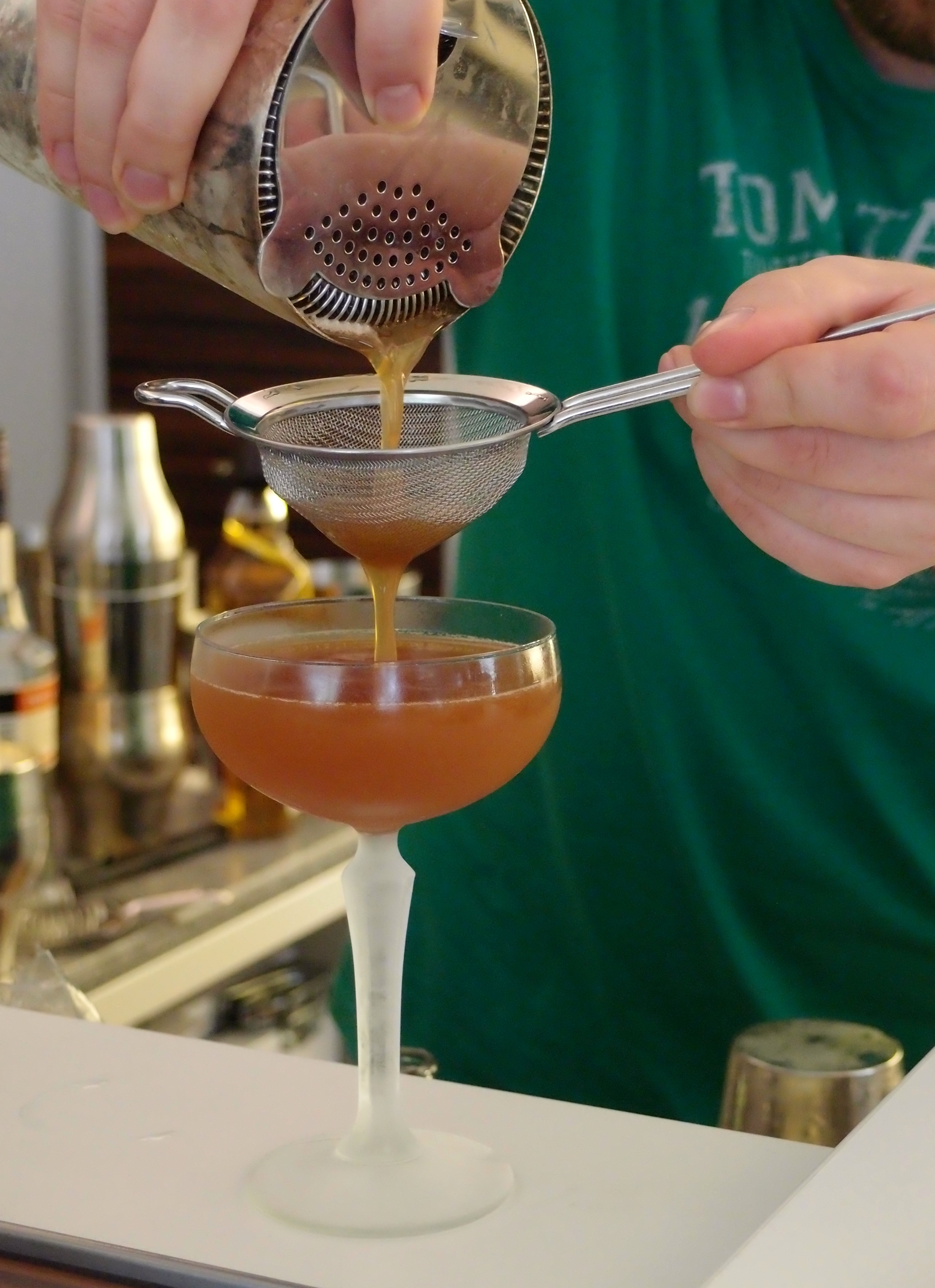
Двойное фильтрование коктейля

Сохранившийся рецепт напитка под названием «коктейль» от 1833 предлагает смешать любой крепкий напиток (бренди, джин, ром) с водой в пропорции 1 к 2, добавить сахар и мускатный орех.
Менее распространены коктейли на основе вина или пива. Помимо этого, в качестве ингредиентов используются различные ликёры, соки, молоко (или сливки), и вкусовые добавки — мёд, специи, соусы и т. п.
В отличие от других смешанных напитков, в рецептурах коктейлей не принято указывать точное количество всех компонентов. Приводят только пропорции основных частей (½,¼,¾ и т. п.). Объём одной порции коктейля, как правило, не превышает 75—100 мл (это не относится к лонгдринкам).

### Способы смешивания

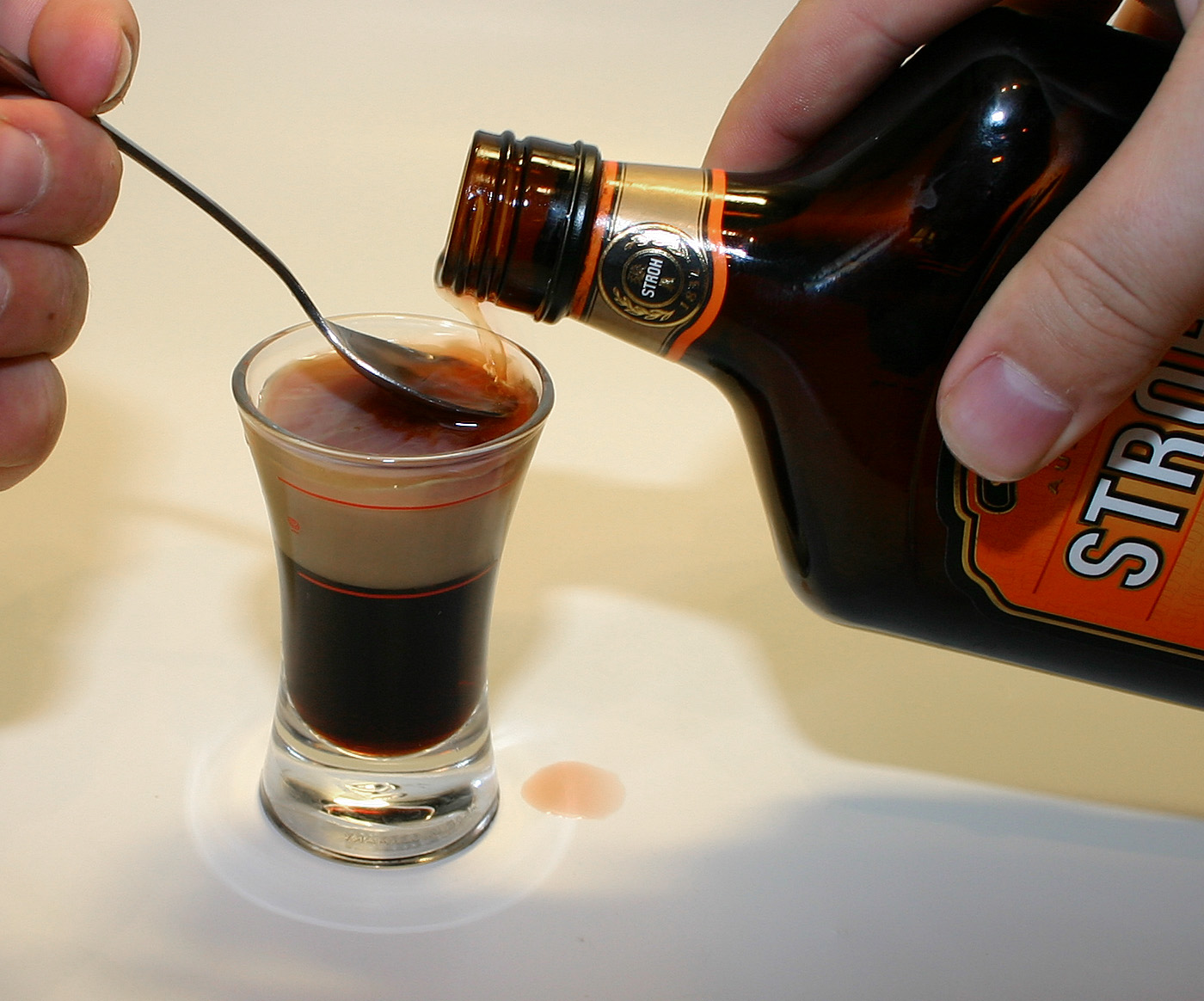
Приготовление «B-52» в стопке

В зависимости от того, насколько легко перемешиваются между собой входящие в состав коктейля ингредиенты, для приготовления чаще всего используют следующие способы:
- Смешивание в шейкере (т. н. «шейк», англ. shake).
- Смешивание в блендере (blend).
- Приготовление в стакане для смешивания (stir).
- Приготовление непосредственно в бокале (build in glass).

Приёмы обработки компонентов:
- Фильтрование коктейля (strain)
- Двойное фильтрование коктейля, в случае если при смешивания коктейля в шейкере были добавлены свежие фрукты (double strain)
- Применение мадлера для разминания компонентов (muddle)

Часто бокалы с коктейлями украшают ломтиком цитрусовых и т. п. При распитии зачастую пользуются соломинкой.

### Галерея

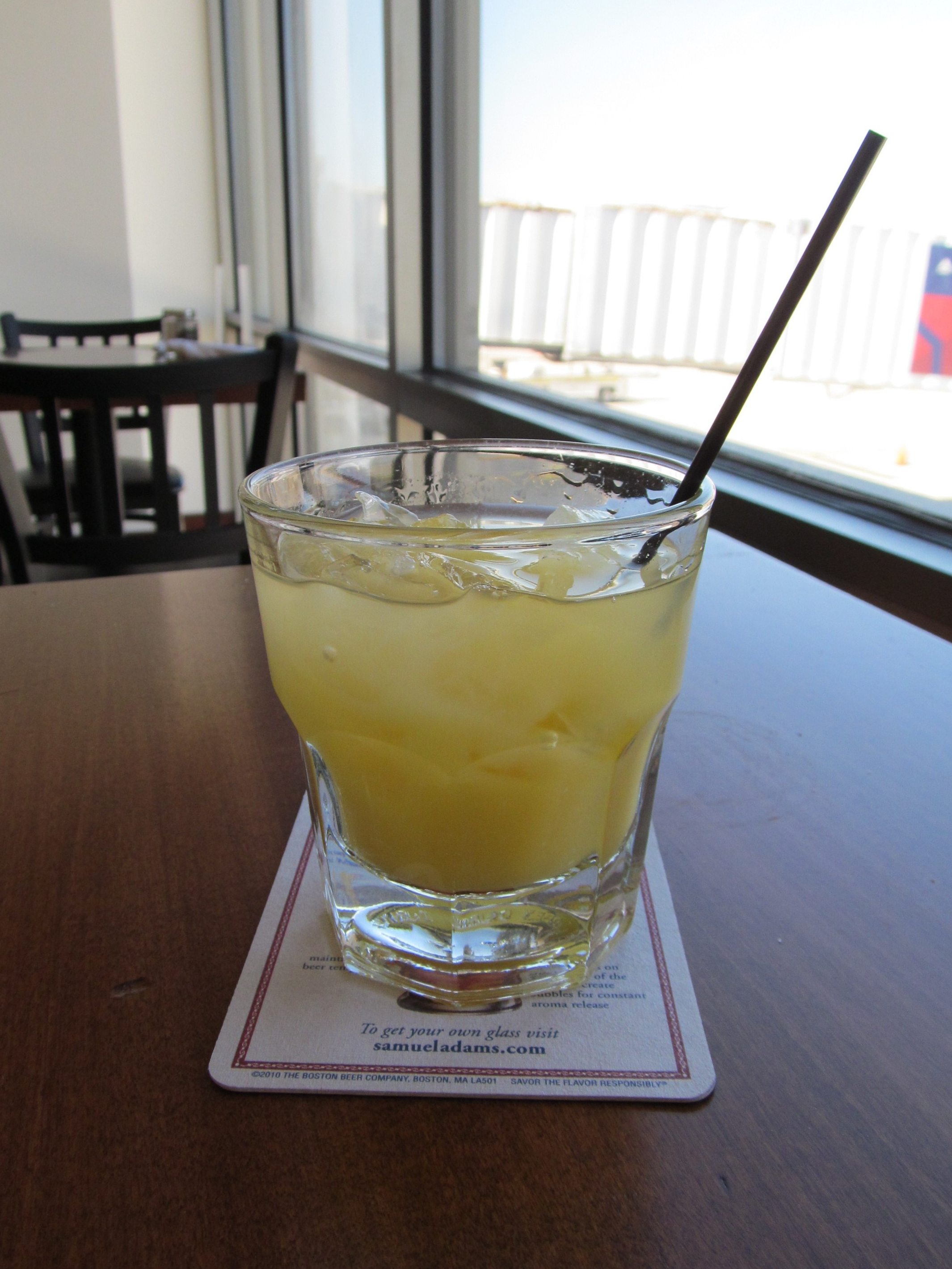
Коктейль «Отвёртка»
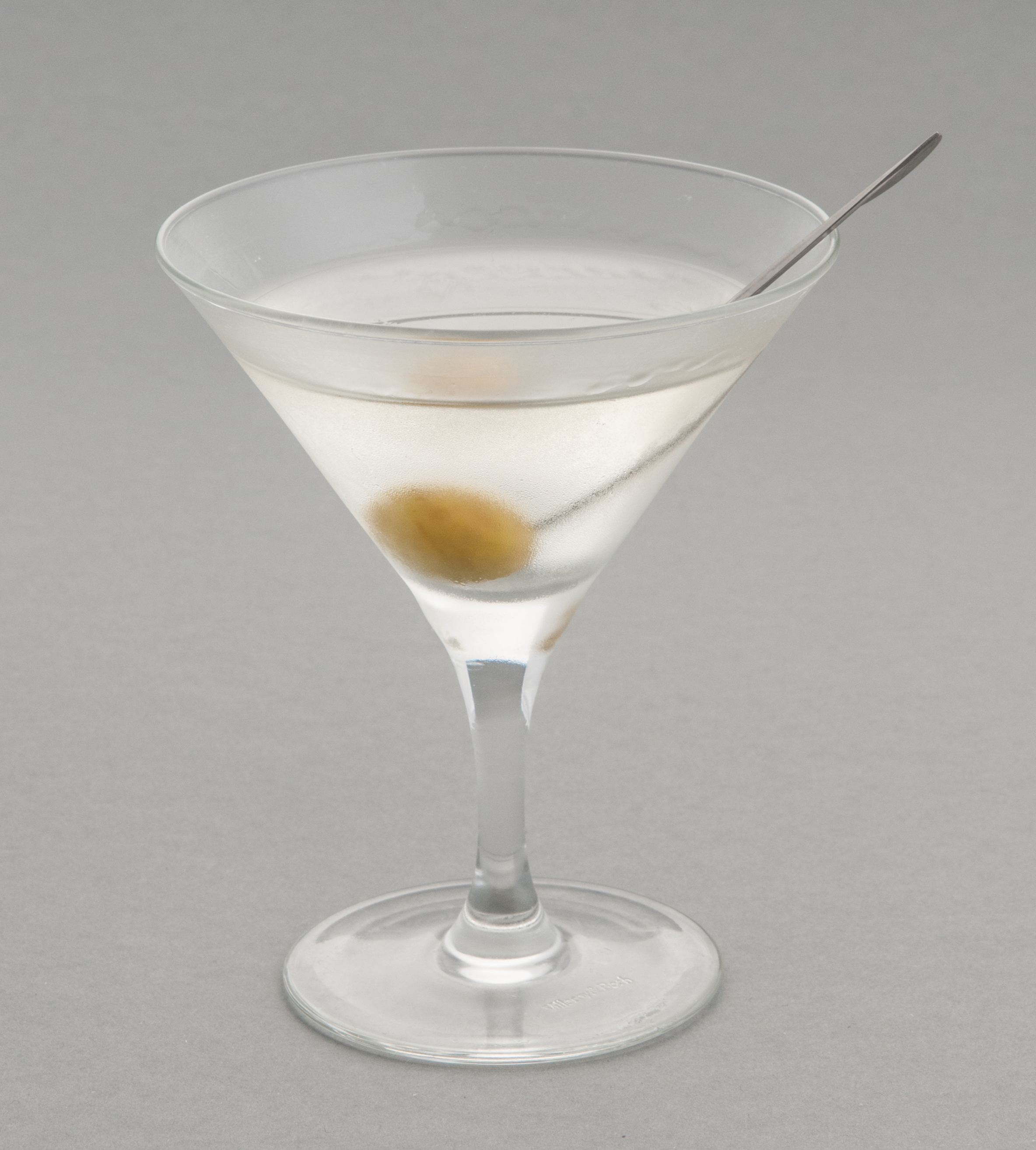
Коктейль «Мартини»
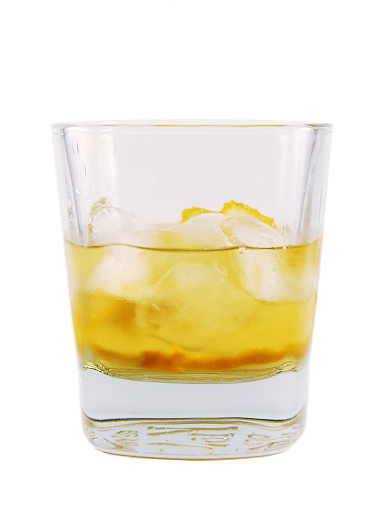
Коктейль «Ржавый гвоздь»
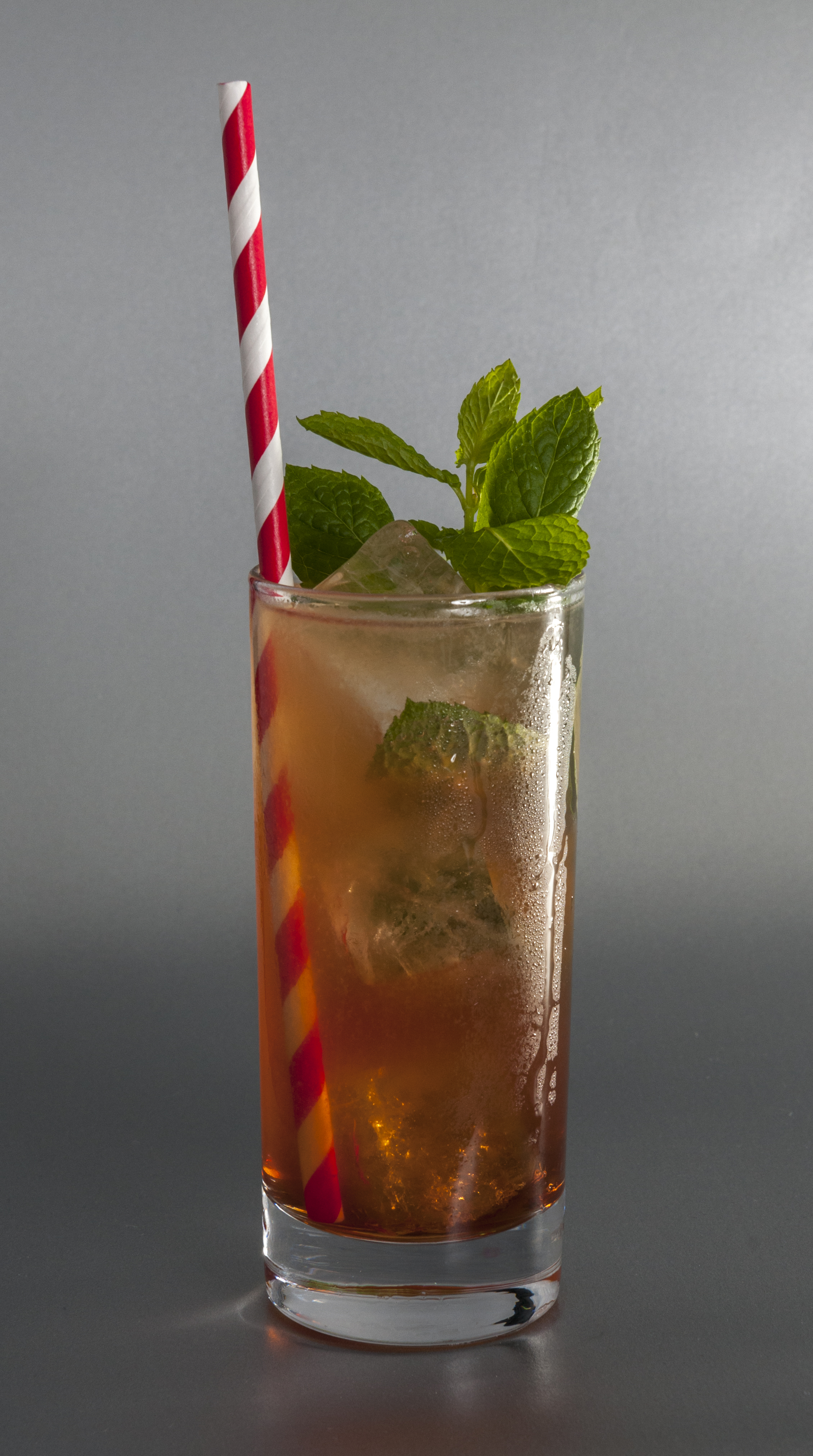
Коктейль в стиле «Хайбол»
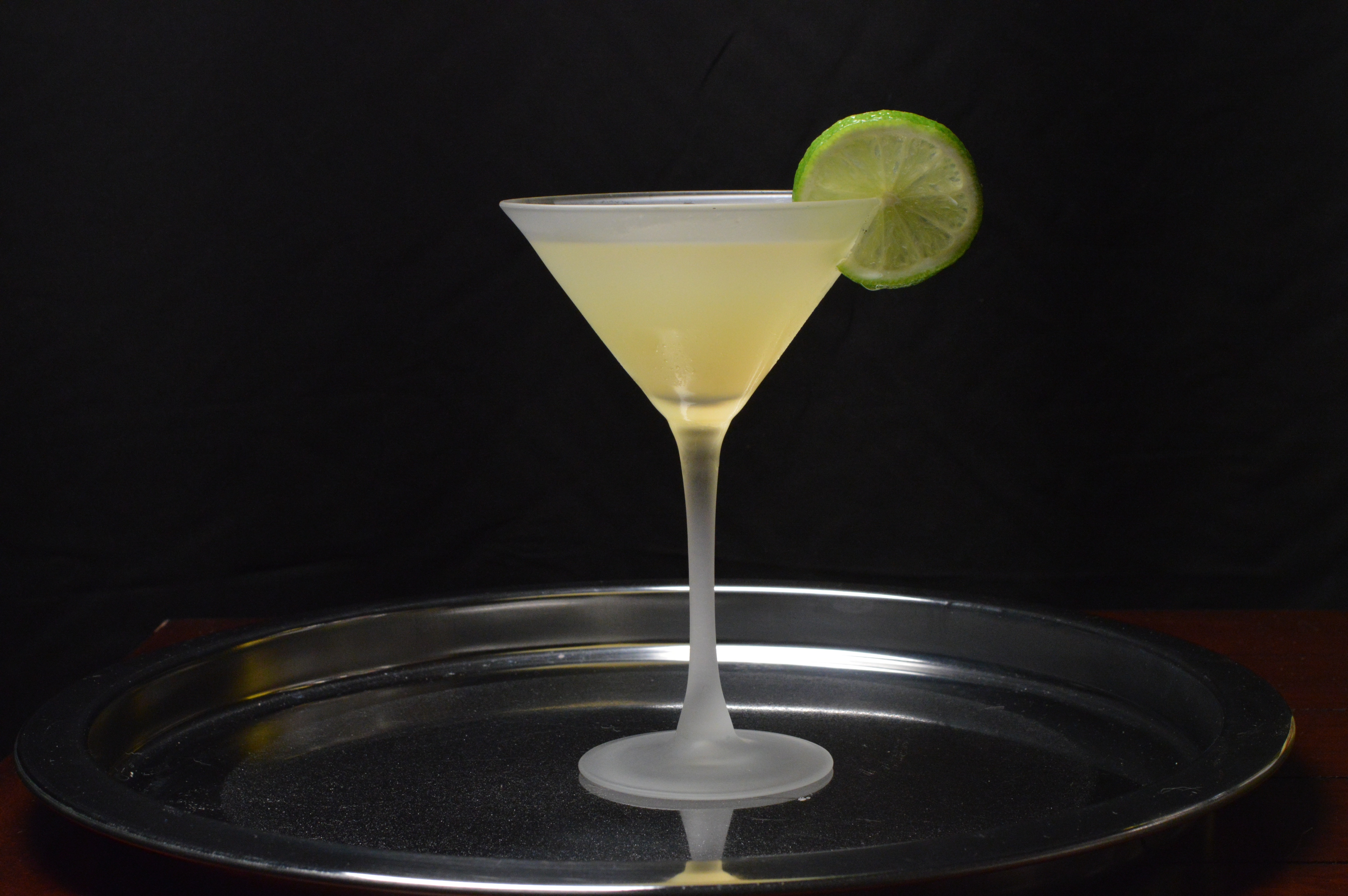
Коктейль «Камикадзе»

## Безалкогольные коктейли

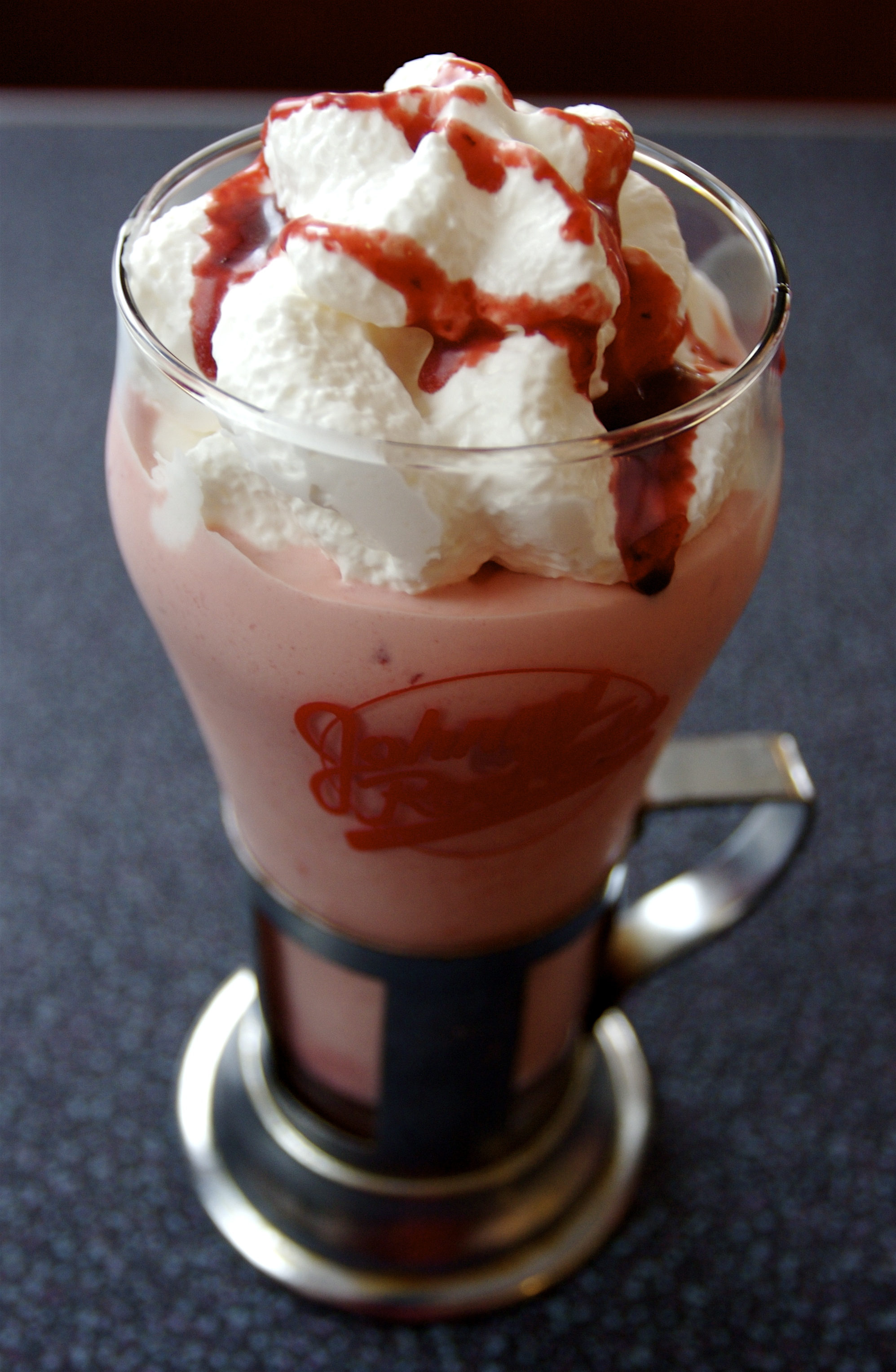
Молочный коктейль с клубникой, клубничным сиропом и взбитыми сливками

Среди безалкогольных коктейлей наиболее распространены молочные коктейли и коктейли на основе соков. Общепринятым обозначением для безалкогольных версий коктейлей является Девственный или Виржин (англ. Virgin), например, Виржин Колада или Виржин Мариа — безалкогольные версии Пина колады и Кровавой Мэри.
Моктейль (англ. mocktail) — популярное новое название безалкогольных коктейлей — комбинация слов mock (притворный; мнимый; ложный) и cocktail (коктейль). Название популярно в Индии и США.
Монинад — популярное в США название смеси содовой и сиропа. Происходит от названия известной фирмы-производителя сиропов — Monin.